# Blåklintssläktet
Blåklintssläktet (Cyanus) är ett släkte i familjen korgblommiga växter med ett 30-tal arter. Några arter odlas som trädgårdsväxter i Sverige. De har tidigare räknats till klintsläktet (Centaurea) men modern forskning stöder att klintsläktet delas upp i ett flertal mindre släkten.

## Etymologi
Cyanus i det vetenskapliga släktnamnet är latin och betyder blå. Denna betydelse har sin förklaring i romersk mytologi. Enligt denna hade gudinnan Flora, alla växters moder, hjälp av en fruktbarhetsdemon vid namn Kyanos (Κυανός) från Kreta, och som hade blå kläder. Kyanos älskade Flora så mycket att han försummade sig själv så till den grad att han en dag dog i ett hirsfält. Till minne av Kyanos förvandlade Flora dennes döda kropp till en blåklint.